# Hylton Mitchell
Hylton Mitchell (12 de setembro de 1926 — 7 de fevereiro de 2014) foi um ciclista trinitário-tobagense que competiu para Trinidad e Tobago em três provas nos Jogos Olímpicos de Verão de 1956.